# Switching Gears
Switching Gears is een nummer van de Nederlandse zanger Wulf uit 2018. Het is de tweede single van zijn gelijknamige debuut-EP. In september 2019 verscheen het nummer op zijn debuutalbum This Is Wulf.
Switching Gears werd een bescheiden hitje in Nederland. Het nummer bereikte de 32e positie in de Nederlandse Top 40. Hiermee was het minder succesvol dan de voorgaande twee singles Mind Made Up en All Things Under the Sun.

## Nederlandse Top 40
| Hitnotering: 23-06-2018 t/m 21-07-2018 | Hitnotering: 23-06-2018 t/m 21-07-2018 | Hitnotering: 23-06-2018 t/m 21-07-2018 | Hitnotering: 23-06-2018 t/m 21-07-2018 | Hitnotering: 23-06-2018 t/m 21-07-2018 | Hitnotering: 23-06-2018 t/m 21-07-2018 | Hitnotering: 23-06-2018 t/m 21-07-2018 |
| Week:                                  | 1                                      | 2                                      | 3                                      | 4                                      | 5                                      |                                        |
| -------------------------------------- | -------------------------------------- | -------------------------------------- | -------------------------------------- | -------------------------------------- | -------------------------------------- | -------------------------------------- |
| Positie:                               | 37                                     | 33                                     | 32                                     | 37                                     | 39                                     | uit                                    |